# Distrito de Almirante
Almirante es un distrito de la provincia panameña de Bocas del Toro y fue creado por la Ley 39 del 8 de junio de 2015, segregándose del distrito de Changuinola.

## División política
El distrito se compone de los siguientes diez corregimientos:
- Almirante
- Bajo Culubre
- Barriada Guaymí
- Barrio Francés
- Cauchero
- Ceiba
- Miraflores
- Nance de Riscó
- Valle de Aguas Arriba
- Valle de Riscó